# Franz Anton von Dücker
Franz Anton von Dücker (* 28. Dezember 1700 in Arnsberg; † 24. Dezember 1752 in Köln) war Priester und Domherr in Köln.

## Leben
Er stammte aus der Familie Dücker. Nach einem juristischen Studium, das er mit dem Doktorat abschloss, erhielt Dücker am 30. Mai 1732 ein Domkanonikat in Köln. Papst Clemens XII. hatte mit einer Bulle vom 19. Juli 1730 den Kölner Erzbischof Clemens August angewiesen, das durch den Tod von Johann Heinrich Augustin von Moers freigewordene Domkanonikat mit Präbende an Franz Anton von Dücker zu vergeben. Vorangegangen war ein Prozess bei der römischen Kurie, in dessen Verlauf die römische Rota einer Berufung von Dückers stattgegeben hatte.
Der politisch zur Fraktion der Königsegg gehörende Dücker teilte seine Zeit, nach den Angaben des französischen Gesandten Guébriand, zwischen der Jagd und den Weinflaschen auf. Hierbei sei sein kleiner Geist nicht für ernsthaftere Beschäftigungen zu gebrauchen.